# Igor Aleksovski
Igor Aleksovski (Skopie, 24 de febrero de 1995) es un futbolista macedonio que juega en la demarcación de portero para el FK Rabotnički de la Primera División de Macedonia del Norte.

## Selección nacional
Tras jugar en varias categorías inferiores de la selección, finalmente debutó con la selección de fútbol de Macedonia del Norte el 22 de octubre de 2022. Lo hizo en un partido amistoso contra Arabia Saudita que finalizó con un resultado de 1-0 a favor del combinado saudita tras el gol de Saleh Al-Shehri.

## Clubes
| Club                       | País                | Año       | Partidos | Goles |
| -------------------------- | ------------------- | --------- | -------- | ----- |
| FK Makedonija Ǵorče Petrov | Macedonia del Norte | 2012-2016 | 32       | 0     |
| FK Vardar                  | Macedonia del Norte | 2016-2018 | 20       | 0     |
| KF Shkupi                  | Macedonia del Norte | 2018-2021 | 27       | 0     |
| KF Renova                  | Macedonia del Norte | 2021-2022 | 5        | 0     |
| FK Rabotnički              | Macedonia del Norte | 2022-     | 28       | 0     |